# 2007年山西疫苗事件
山西疫苗事件，是指2007年期间，发生于中国山西的多起儿童注射疫苗后致伤致死的事件。
该事件一直长期被当地媒体及政府进行长期隐瞒和压制，直到2010年才得以公布。由于该事件关系到当地民众的生命安全、当地政府行政不作为及涉嫌违规授权不合格企业生产疫苗，而受到广泛质疑与争论。

## 起因
2010年3月17日，《中国经济时报》首席记者王克勤经过半年实地调查后，发表一篇《山西疫苗乱象调查》文章揭露疫苗问题，引发报界、互联网及舆论界哗然，文中介绍了山西民众中出现的大批疫苗中毒及致死案例，并揭露了其中挂名中华人民共和国卫生部企业华卫公司与山西省政府进行勾结，对山西当地的二类疫苗市场进行垄断，生产质量远不符合标准的疫苗。2007年8月，太原市人民检察院立案调查山西疫苗问题。同年10月12日，当地媒体曝光山西疫苗问题，山西省卫生厅纪检组开始立案调查。此后华卫公司及其总经理田建国（网传为药监局书记邵明立同学)失踪。2008年7月，山西省纪委立案重新复查；同年11月，卫生部监察局也立案开始调查山西疫苗问题。2009年3月17日，山西省疾控中心召开了中层干部会议，并宣布疫苗符合质量，但是其山西省疾控中心原信息科科长陈涛安则主张其会议并未做真实调查。

## 调查
该报道后，山西省卫生厅当日晚作出回应，指《中国经济时报》“报道基本不实”；18日，《中国经济时报》发表声明，对此提出强烈异议，并指出其掌握78户患儿家庭的翔实资料，证据直接指向疫苗品质。19日下午，山西省委宣传部、省卫生厅派员来北京与报社沟通。该报社表示其拥有大量证据，但由于该案涉及患者及家属隐私和人身安全，其决定将在合适时机向有关方面提供证据。
2010年3月18日，中华人民共和国卫生部表示关注该事件，要求山西省卫生厅尽快报告预防接种异常反应监测新的情况。3月22日，山西省政府召开记者招待会，表示要进行重新调查，并承认疫苗招标违规，但拒绝回答该招标负责人现状。次日，山西省卫生厅出具《关于网络报道15名儿童的基本结论》，其中认为15例病例均与“高温疫苗”无关，不过不排除其中2例与接种疫苗有关。由于该报告由山西省内专家出具，且未与患儿家长进行沟通，而缺乏公信力。此后，由卫生部派出的8人组成的“山西疫苗事件”专家组已抵达山西，协助指导当地开展调查工作。3月25日，中国著名记者简光洲在微博中透漏，他们接到通知要求撤回派往山西的记者，这对山西疫苗事件的进展蒙上了阴影。25日，凤凰卫视《社会能见度》栏目对于山西疫苗事件进行了深度报道，播出的《社会能见度》节目中，率先披露山西疫苗事件的《中国经济时报》记者王克勤述说了“问题疫苗”受害者的惨状和调查中发现的许多疑点。他再次重申了报道的准确性，把山西省卫生厅宣称的“疫苗报道基本不实”视作对其个人的羞辱。此外，节目还披露了涉事企业华卫公司的最新状况。

### 威胁
3月21日，山西多位家长以及陈涛安收到了恐吓短信，陈涛安的家属甚至接到了恐吓电话。3月22日，山西省信访局约见了“问题疫苗”孩子的部分家属，要求其“别搞小动作”。

## 结果及影响
虽然事情最终无果，该事件仍引起了全国性的对官方疫苗安全的质疑，以至于大量家长拒带孩子接种疫苗现象普遍，中国卫生部对此回应。而同年5月，在王克勤发表《山西疫苗乱象调查》调查报导，签发《山西疫苗乱象调查》的《中国经济时报》社长、总编辑包月阳被调离职务。

## 评论
- 有媒体称该事件反映出中国缺乏必要的医疗监管体制[18]。

- 3月26日，中华人民共和国卫生部网站发布消息称，任何医疗机构和个人不能对预防接种异常反应作出调查诊断结论。对于疑似预防接种异常反应引起的死亡事件，需要进行尸检才能得出结论，而尸检一般需要2个月左右时间。该消息被疑是对此事件和近期发生的甲流疫苗接种者发生不适的事件的回应。[19]；

## 相关
- 2016年中国疫苗事件
- 2013年乙肝疫苗死亡事件
- 中国大陆疫苗乱象